# Actebia praecurrens
Actebia praecurrens is een vlinder uit de familie van de uilen (Noctuidae). De wetenschappelijke naam van de soort is, als Agrotis praecurrens, voor het eerst geldig gepubliceerd in 1888 door Staudinger.